# Gare de Troyes
Gare de Troyes vasútállomás Franciaországban, Troyes településen.

## Vasútvonalak
Az állomást az alábbi vasútvonalak érintik:
- Párizs–Mulhouse-vasútvonal

## Kapcsolódó állomások
A vasútállomáshoz az alábbi állomások vannak a legközelebb:
- Gare de Vendeuvre
- Gare de Romilly-sur-Seine